# María Cienfuegos Baragaño
María Cienfuegos Baragaño (Langreo, 8 d'abril de 2001), més coneguda com Cienfu, és una futbolista espanyola que juga de migcampista al Vila-real CF.
Cienfu va començar a jugar al planter del Real Oviedo, equip on romangué fins al 2020.